# Aristàgores d'Egipte
Aristàgores (en llatí Aristagoras en grec antic Αρισταγόρας "Aristagóras) fou un escriptor grec a Egipte que va viure en algun moment entre el segles IV i II aC.
Esteve de Bizanci diu que no era gaire més jove que Plató, i de la manera com el menciona Plini el Vell a la Naturalis Historia quan parla dels que van escriure sobre les Piràmides, hauria viscut entre Duris de Samos i Artemidor d'Efes o hauria estat contemporani d'algun d'ells.